# ساختار برایی
ساختار برایی یا ترکیب برایی (به انگلیسی: Dative construction) در زبان‌شناسی، یک روش دستوری برای ساختن جمله است که از حالت برایی (یا ترکیبی که معادل آن باشد) استفاده می‌کند. همچنین به جمله‌ای ترکیب برایی می‌گویند که نهاد و مفعول حقیقی (مستقیم یا غیرمستقیم) توانسته‌اند برای یک فعل، جای خود را عوض کنند، بدون اینکه ساخت فعل تغییر کند (نهاد به مفعول در جملۀ جدید تبدیل می‌شود و مفعول به نهاد). این حالت نباید با فعل مجهول اشتباه گرفته شود، جایی که فقط مفعول مستقیم یک جمله به نهاد جملۀ دارای فعل مجهول تبدیل می‌شود و ساخت فعل نیز تغییر می‌کند تا معنای فعل مجهول را منتقل کند. ترکیب برایی تمایل دارد زمانی رخ دهد که فعل نشان‌دهنده یک حالت باشد نه یک عمل.

## نمونه‌ها

### در فارسی
دربارۀ ساختار برایی در فارسی تحقیق گسترده انجام نشده، اما به راحتی می‌توان آنها را در فارسی پیدا کرد:
مرا دندان نیست (من دندان ندارم) - رایج در فارسی کلاسیک.
در ما این واژه نیست (ما این واژه را نداریم) - به گویش افغانستانی و تاجیکی.

### در آلمانی
در آلمانی، ساختار برایی گاهی با فعل «sein (بودن)» رخ می‌دهد. مقایسه کنید:
«Ich bin kalt» (من [آدم] سرد هستم).
«Mir ist kalt» (من سردمه).
جملۀ نخست نشان می‌دهد که گوینده شخصیت سردی دارد؛ نهاد در اینجا («ich»، من) در حالت نهادی است. ساختار دوم زمانی بکار می‌رود که کسی بخواهد به آلمانی بگوید «من احساس سرما می‌کنم»؛ نهاد حقیقی در اینجا («mir»، به من یا مرا) در حالت برایی است و مفعول غیرمستقیم است.

### در لاتین
لاتین برای مفعول غیرمستقیم از ساختار برایی استفاده می‌کند(dativus possessivus).
«Mihi est liber» = "به/برای من کتاب هست"، "مرا کتابی هست" = من کتابی را دارم.

### در مجارستانی
مجارستانی از ساختاری مشابه با لاتین برای نمایش مالکیت بدون فعل «داشتن» استفاده می‌کند؛ اساساً در این زبان فعل «داشتن» وجود ندارد.

## واژه‌نامه
1. ↑  Structure
2. ↑  state
3. ↑  action